# Роданн, Зива
Зива Роданн (ивр. זיוה רודן‎, настоящая фамилия Блехман, ивр. בלכמן‎; род. 2 марта 1933, Хайфа, Подмандатная Палестина) — израильская модель и актриса театра, кино и телевидения, большую часть кинематографической карьеры работавшая в США.

## Биография
Родилась в Хайфе в 1933 году в семье профессора математики. Среднюю школу окончила в США, после чего приехала в Израиль для прохождения годичной военной службы. Одновременно начала сценическую карьеру в театре «Габима» и вышла замуж за Яакова Шапиру, сына богатого землевладельца Меира Гецеля Шапиры. В это время взяла себе сценический псевдоним Зива Шапир.
Брак с Яаковом Шапирой вскоре распался. К этому времени, однако, Зива Шапир уже получила известность как модель. В 1952 году (по другим источникам, в 1954 году) на фестивале израильского вина, проходившем в Зихрон-Яакове, завоевала титул «королевы вина». Сценическая карьера актрисы получила развитие в театре «Камери», где она выступала в пантомимах с Шайке Офиром. В это время она сменила сценический псевдоним, взяв имя Зива Роданн в честь французского скульптора Огюста Родена, чьим творчеством восторгалась.
В 1954 году вместе с Хаей Харарит снялась в ряде израильских фильмов — «Камень на каждой миле», «Высота 24 не отвечает» и «Выше го́ловы». В том же году отправилась в рекламную поездку в США как представительница израильской винодельческой промышленности. Во время поездки завела связи в американских кинематографических кругах и в 1956 году стала первой израильтянкой, заключившей долгосрочный контракт с одной из ведущих кинокомпаний США (Metro-Goldwyn-Mayer). Первая роль Шапир-Роданн в Голливуде была сыграна в ленте «Проклятие фараона», вышедшем на экраны в 1957 году. В том же году она появилась на киноэкране также в приключенческом фильме «Сорок ружей», ставшем впоследствии классикой жанра вестерн.
В 1957 году в журналах для мужчин на Западе впервые появились снимки Роданн в жанре ню, а в 1958 году она снялась для журнала Esquire. Обнажённые фотографии актрисы появились также в израильском журнале «Ха-олам ха-зе» и вызвали бурную реакцию в стране: в газетах публиковались возмущённые письма, Роданн резко критиковали в передачах центрального радио. Впоследствии она сама по-разному отзывалась о съёмках в обнажённом виде на этом этапе карьеры. В 1966 году Роданн рассказала в газетном интервью, что приняла участие в сессии из-за финансовых трудностей и сохранила о ней неприятные воспоминания. Двадцатью годам позже в другом интервью она заявила, что гордится снимками 1950-х годов, и назвала их «невинным ню», эстетически намного превосходящем «современные вульгарные голые снимки».
Одновременно с критикой в Израиле кинематографическая карьера Роданн на Западе переживала расцвет, и актриса снималась в эти годы в более заметных фильмах. Среди прочего, она сыграла в «Китайских воротах» с Нэтом Кингом Коулом и нескольких лентах с Элвисом Пресли. В 1959 году снялась в боевике Джона Стёрджеса «Последний поезд из Ган-Хилл», на следующий год — в библейской экранизации «История Руфи» (заглавную роль в которой исполнила ещё одна израильтянка Илана Эден), а в 1962 году — в приключенческой ленте «Самар». Роданн также сыграла многочисленные роли в популярных телесериалах, включая роль суперзлодейки Нефертити в нескольких сериях «Бэтмена» и роли в «Бонанзе», «Перри Мейсоне», «Сыромятной плети» и «Агентах А.Н.К.Л.». Ближе к концу актёрской карьеры Роданн вернулась в Израиль, чтобы сыграть в кинофильме «999 — Ализа Мизрахи».
После завершения игровой карьеры открыла школу моделей, а в дальнейшем занималась экспортом израильской модной одежды в США. Ещё дважды была замужем.